# Malú Gatica
Malú Gatica, nombre artístico de María de la Luz Enriqueta Gatica Boisier (Purén, 15 de enero de 1922-Santiago, 10 de agosto de 1997) fue una actriz y cantante chilena, de ascendencia franco-alemán. 
Llegó a ser una de las actrices de Chile más populares durante décadas, no solo por su atractivo físico, sino también por su elegancia, su encanto y su agudeza. Trabajó con muchos actores del cine de Hollywood de su época. Actuó en su país y en Argentina, Brasil, España, Estados Unidos, Francia, México y Perú. Participó en 51 obras de teatro, 24 telenovelas, 16 películas de cine dentro y fuera de su país y escribió los libros Memorias para olvidar, Lo que el tiempo se llevó y otro sin publicar.
Es considerada una figura importante dentro de la cultura chilena.

## Orígenes
Nació en Purén el 15 de enero de 1922. Hija de Agustín Roberto Gatica Rodríguez (n. 1891 - f. 1941) periodista, y de Leonie Boisier Besserer (n. 1896 - f. 1985). Tuvo una única hermana, Julia Paulina Leonie Gatica Boisier (n. 1919 - f. 2009) casada con el médico peruano Jorge Voto - Bernales Corpancho (n. 1911 - f. 2008), con larga descendencia en el Perú.
Su bisabuelo materno Engelbert Besserer (n. 1850), de origen suizo-alemán; y su bisabuela, Therere Wacker (n. 1857), de origen alemán, e hijos Pauline, Auguste, Albert y Robert Besserer Wacker embarcaron en el vapor Cotopaxi que zarpó desde Burdeos el 21 de febrero de 1886 hasta Talcahuano, y recibieron un fundo de 60 hectáreas en Purén. En Chile, su abuela Pauline Besserer Wacker (n. 1871) contrajo matrimonio con Joseph Boisier Bourgeaux (n. 1868), de origen francés, y tuvieron catorce hijos.

## Primeros años y estudios
Sus primeros años, residió en Santiago de Chile. Sin embargo, sus padres no tenían una buena relación conyugal, debido a constantes infidelidades de Roberto y la pésima relación de sus abuelos paternos con su madre Leonie, quienes la tildaban como la gringa del sur. Ante la frustración, en una ocasión, su madre tuvo el mal gusto de confesarle que ella era la hija no deseada. Leonie junto a su dos hijas, decidió regresar a casa de sus pares en Purén. «Mi madre siempre recibió humillaciones», declaró la actriz a favor de su madre en 1997.
Gatica residió en sus primeros años en la casona Boisier del predio El Fortín, fundada en 1918, propiedad de sus abuelos maternos Joseph y Pauline.
En 1928 junto a sus padres y hermana, se trasladan a Nueva York por compromisos laborales de su padre con la National Broadcasting Company (NBC), quien lo contrató como editor de noticias en español. La familia Gatica residió en un lujoso departamento de Manhattan. Cursó sus estudios primarios y secundarios en The New School for Social Research de Lower Manhattan, institución donde estudió música y dibujo. 
Recibió sus primeras influencias compositivas por parte de su madre y estuvo bajo una institutriz de origen francés. Mientras que su madre y hermana Paulina realizaban voluntariado en la Cruz Roja, en su residencia, recibía influencia norteamericana por parte de Grace, su niñera de origen afrodescendiente, quien le enseñaba spirituals y blues, y que le reparó su primer repertorio musical.

«Pronto me di cuenta de que el algebra, la quimica y la física no me iban a servir para lo que yo quería en mi vida. Entonces le pedí a mi padre que me comprara una guitarra, porque lo que yo quería era cantar».
Fragmento de entrevista a Malú Gatica
 - revista Análisis, 1992.

A los dieciséis años de edad, presentó con su primer repertorio en la NBC tras gestiones de su padre, y logró un contrato de un año. En 1939 conoció a Los Cuatro Huasos en la Feria Mundial de Nueva York, quienes le permitieron cantar junto a ellos en el Madison Square Garden. Ante su interés por las artes escénicas, postuló a una de las escuelas más prestigiosas del país norteamericano, la Academia de Arte Dramático de Carnegie Hall, donde fue seleccionada entre seiscientos postulantes pero la negativa imposición de su padre, terminó por finalizar su estadía en Estados Unidos y regresó a Chile. Esta situación causó un quiebre en la relación de sus padres y generó una distancia ante las constantes infidelidades y vida bohemia de su padre Roberto. 

## Carrera artística

### 1940-1959

#### Inicios artísticos en Latinoamérica
En 1940 regresó a su país natal, junto a su madre Leonie y su hermana Paulina, y recibió una invitación de la Radio Agricultura, quien le ofreció un contrato para cantar bolero y blues en inglés, y por sobre todo, por su prematura participación en la NBC y en la Feria Mundial de Nueva York. Gatica obtuvo reconocimiento radial junto a la orquesta de Vicente Bianchi y se transformó en un artista de proyección. Luego, ingresó a la Escuela de Bellas Artes de la Universidad de Chile, pero abandonó sus estudios de arte. Su padre, Roberto Gatica retornó a Chile en 1941, y murió víctima de una neumonía. Bajo la supervisión de su madre, aceptó la oferta del productor Pablo Petrowitsch para trabajar en Verdejo gasta un millón (1941) dirigida por el director italiano Eugenio de Liguoro, que marcaría su debut cinematográfico. En el filme, interpretó «La canción de la noche», que la RCA Victor grabó con Gatica en conjunto a una orquesta y se vendieron miles de copias. Su segundo filme, Verdejo gobierna en Villaflor (1942), junto a Eugenio Retes, alcanzó gran recepción en las salas de cine. Ante la popularidad, recibió una invitación de la casa discográfica argentina para grabar diversos sencillos del filme. En 1943 el actor y director estadounidense Orson Welles, junto a un representante de RKO Pictures, se establecieron en residencia de Gatica en Santiago de Chile. Welles y Gatica asistieron a una obra de teatro de Ana González. Ambos se reencontraron en México en 1949. 

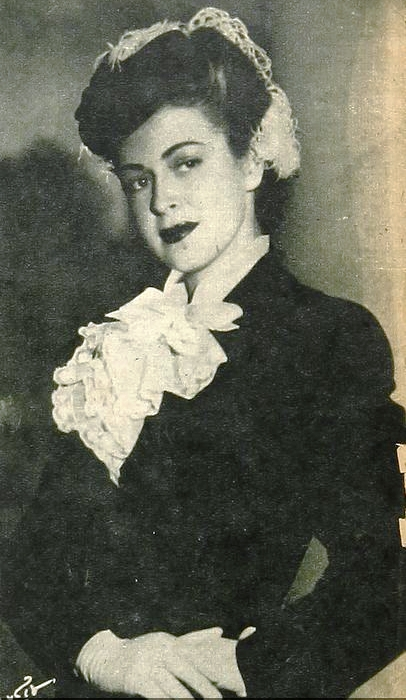
Malú Gatica en 1945.

Entre 1943 y 1944 se estableció en Argentina junto a su madre, donde estudió en el Conservatorio de Música y Arte Escénico Cunill Cabanellas de Buenos Aires. «Postergué por mucho tiempo mi pasión por el teatro, era de esos sueños largamente acariciados», declaró la actriz en 1992. Alcanzó a estudiar teatro durante un año, ya que no logró compatibilizar sus tiempos. Participó en dos filmes; Siete mujeres (1943) de Benito Perojo y Se abre el abismo (1944) de Pierre Chenal, y trabajó en dos compañías de teatro comedia musical, junto a Pierre Chenal y Silvia Legrand. También incursionó en Radio El Mundo. Sorpresivamente, recibió un llamado desde Brasil, proveniente del director artístico de Casino Copacabana para reemplazar a la actriz estadounidense Carol Brune, en una comedia musical que se presentaría ante las tropas estadounidenses que partirían a la Segunda Guerra Mundial. Su presentación fue celebrada, lo que permitió que se estableciera en Río de Janeiro y ejerciera en el género de comedia musical durante tres meses en diversos hoteles de lujo.
En 1945 recibió la invitación del propietario del exclusivo Hotel Reforma de México y residió en Ciudad de México, donde ejerció como cantante de espectáculos y de radiofonía hasta 1947. En 1946 Madeleine Ozeray, actriz francesa y esposa del actor francés Louis Jouvet, se radicó junto a su compañía de teatro en Ciudad de México y conoció a Gatica, mientras se presentaba sobre el escenario del Champagne Room. Ozeray entusiasmada por Gatica, la invitó a reemplazar a una actriz en cuatro montajes franceses en el Teatro del Palacio de Bellas Artes, que le permitió debutar como actriz en teatro. Posteriormente, Gatica comenzó una ascendente carrera en teatro mexicano.
En el país mexicano entre 1947 y 1949, Gatica comenzó a desarrollar sus primeras películas bajo la dirección de connotados cineastas; Ocho hombres y una mujer de Julián Soler, Amar es vivir de Juan José Ortega, Extraña obsesión de José Díaz, El príncipe del desierto de Fernando A. Rivero, Todo un caballero de Miguel M. Delgado, Los que volvieron de Alejandro Galindo y El casado casa quiere de Gilberto Martínez Solares. 

#### Llegada a Hollywood
Desafiando a su esposo desplegado, se mudó por su cuenta y firmó un contrato en Hollywood. Participó en películas en su país y en Argentina, México y Hollywood, donde se relacionó con artistas como Orson Welles, Marlene Dietrich, Gregory Peck y Zsa Zsa Gabor, entre otros. En ese entonces, los diarios estadounidenses señalaban que «[l]a sensación sudamericana es una chilena; Malú Gatica, cuya belleza y voz hacen siempre noticia en el campo artístico»[cita requerida]. 

### 1960-1979
Regresó a Chile en 1963, y firmó con Canal 13, perteneciente a la Universidad Católica de Chile, protagonizando el teleteatro El invernadero, basado en El león dormido de Graham Greene, y el primer programa de ficción diaria: Esta es mi familia, junto a Emilio Gaete.

### 1980-1997
En 1988 grabó el casete Por el amor al amor que incluye temas como Canción de septiembre y Ave María en el morro.

## Vida personal
Durante su residencia en México, fue pareja del actor uruguayo-mexicano Gustavo Rojo.
En Estados Unidos en 1948, contrajo matrimonio con Eugene Fell, un agregado militar estadounidense en la embajada de México. De esa unión nació su único hijo Leon.
Fue además el amor imposible del actor Walter Kliche a quien conoció en 1962, tras su paso por Chile.
Recibió una pensión de gracia por parte del gobierno del Presidente Patricio Aylwin Azócar.

## Muerte
Malú Gatica murió en su residencia de Vitacura el 10 de agosto de 1997 a las 5:25 de la mañana debido a un cáncer de estómago, que padecía desde 1988.
Fue velada el 11 de agosto de 1997 en la larroquia Santa María de Las Condes, donde recibió la compañía de sus familiares, amigos y círculo artístico más cercano. Su cuerpo fue cremado en el cementerio General de Santiago de Chile. Su último deseo fue que sus cenizas pudiesen esparcirse en la plaza de su pueblo natal o en “El Fortín” ( fuerte de defensa creada por españoles durante el siglo xix) donde ella afirmaba haber sido muy feliz en su niñez. Su hijo León cumplió su deseo en las colinas del Fuerte. 
El 12 de agosto, la Cámara de Diputadas y Diputados de Chile rindió un minuto de silencio en memoria de la actriz.

## Reconocimientos
A través de su trayectoria le fueron otorgados importantes premios en reconocimiento a su exitosa carrera. En 1987 recibió el Laurel de Oro Figura Prominente. En 1988 recibió el premio a la Mujer más destacada por la Asociación de Mujeres de Negocio y Profesionales de Chile, y en el mismo año recibió el premio a la Mejor actriz por Max Factor. En 1991 recibió el Premio a la Trayectoria APES. En 1993 le fue otorgado el Premio Orden al Mérito Institucional Consejo Mundial de Educación y en 1995 recibió de manos del ministro de Educación, Sergio Molina, la Orden al mérito "Gabriela Mistral" en el grado de Gran Oficial por su destacada trayectoria artística en cine, teatro y televisión, tanto en Chile como en Buenos Aires, México y Hollywood (Estados Unidos). «Malú se merece esta distinción por su trabajo y el prestigio que ha dado al país en el extranjero», acotó el ministro.
Poseedora de una gran belleza, elegancia y sencillez, que la caracterizaron siempre y que hasta sus últimos días la acompañaron, la prensa la catalogaba como «la gran dama del espectáculo». Desapegada de los bienes materiales, donó todas sus pocas pertenencias antes de su muerte a diferentes instituciones.

## Legado
En 2016 se fundó en Purén el Teatro Municipal Malú Gatica Boisier en honor al legado de la actriz.

## Filmografía

### Cine
| Año  | Título                        | Papel                | Director                  | Ref.                |
| ---- | ----------------------------- | -------------------- | ------------------------- | ------------------- |
| 1941 | Verdejo gasta un millón       |                      | Eugenio de Liguoro        |                     |
| 1942 | Verdejo gobierna en Villaflor |                      | Eugenio de Liguoro        |                     |
| 1944 | Siete mujeres                 |                      | Benito Perojo             |                     |
| 1945 | Se abre el abismo             |                      | Pierre Chenal             |                     |
| 1946 | Ocho hombres y una mujer      |                      | Julián Soler              |                     |
| 1946 | Amar es vivir                 | Silvia               | Juan José Ortega          |                     |
| 1947 | Extraña obsesión              |                      | José Díaz                 |                     |
| 1947 | El príncipe del desierto      | Lucía                | Fernando A. Rivero        |                     |
| 1947 | Todo un caballero             | Alicia Candón        | Miguel M. Delgado         |                     |
| 1948 | Los que volvieron             | Lucy Alcázar         | Alejandro Galindo         |                     |
| 1948 | El casado casa quiere         | Elena Luna           | Gilberto Martínez Solares |                     |
| 1951 | Target Unknown                | French entertainer   | George Sherman            | rodada en Hollywood |
| 1951 | The Lady and the Bandit       | Baroness Margaret    | Ralph Murphy              | rodada en Hollywood |
| 1951 | Captain Pirate                | Amanda               | Ralph Murphy              | rodada en Hollywood |
| 1955 | El gran circo Chamorro        | Margarita Mendizábal | José Bohr                 |                     |
| 1959 | Sábado negro                  |                      | Miguel M. Delgado         |                     |
| 1996 | El último cierra la puerta    |                      | Marcela Catalán           |                     |

### Televisión
| Año  | Título                     | Papel                 | Ref. |
| ---- | -------------------------- | --------------------- | ---- |
| 1954 | Cuentos de amor            |                       |      |
| 1958 | Captain David Grief        | Lady Brenda Errington |      |
| 1959 | El precio del cielo        | Daniela               |      |
| 1963 | El invernadero             | María Callifer        |      |
| 1963 | Esta es mi familia         | Laura Santana         |      |
| 1964 | Ejercicio para cinco dedos | Luisa Harrington      |      |
| 1966 | Haras La Revoltosa         | Isabel Nazar          |      |
| 1975 | María José                 |                       |      |
| 1975 | La otra soledad            | Elisa                 |      |
| 1975 | J.J. Juez                  | Gilda                 |      |
| 1976 | Sol tardío                 | Marcela               |      |
| 1977 | El secreto de Isabel       | Isabel La Rioja       |      |
| 1979 | Sonata de violín y piano   |                       |      |
| 1979 | Martín Rivas               | Francisca Encina      |      |
| 1981 | Amelia                     | Irene de Monterreal   |      |
| 1982 | La gran mentira            | Raquel Tocornal       |      |
| 1983 | La represa                 | Felisa Echenique      |      |
| 1984 | La torre 10                | Malva Del Río         |      |
| 1985 | La trampa                  | Diana                 |      |
| 1986 | La Quintrala               | Águeda Flores         |      |
| 1987 | La última cruz             | Sabina Vargas         |      |
| 1988 | Semidiós                   | Úrsula Mayer          |      |
| 1989 | Matilde dedos verdes       | Soledad Ariztía       |      |
| 1990 | ¿Te conté?                 | Ester Concha          |      |
| 1990 | Crónica de un hombre santo | Gabriela              |      |
| 1991 | Volver a empezar           | Otilia Moreno         |      |
| 1993 | Marrón glacé               | Beatriz Hamilton      |      |
| 1994 | Top secret                 | Emilia Ruiz           |      |
| 1994 | Champaña                   | Luisa Echaurren       |      |
| 1995 | Amor a domicilio           | Blanca Cousiño        |      |
| 1996 | Marrón glacé, el regreso   | Beatriz Hamilton      |      |
| 1997 | Eclipse de luna            | Eva Fernández         |      |

### Programas
- Malú Gatica invita (1967, Canal 9) - Presentadora
- Teatro del humor (1996-1997) (Canal 13)
  - Capítulo: Vamos a contar mentiras (1997)

## Teatro
• La cuestión del sacristán 1962.
- Muerte de un viajero
- Los diez indiecitos
- La muerte de un vendedor.
- Brujas de Nueva York
- Matrimonio de amor sin amor
- Mía es la venganza
- La ronda
- Alo alo, número equivocado
- Agnus dei
- El baile
- El hombre de los paraguas
- Life with father
- Tu sabes que no te puedo oír cuando el agua está corriendo
- Ángeles caídos
- La jaula de las locas
- Un tranvía llamado deseo
- Las preciosas ridículas
- Mama Rosa
- Moliere
- 1996 - Después del postre

## Revistas
- 1967 - Cinco destinos (fotonovela de revista Marcela)
- 1968 - Domingo de verano (fotonovela de revista Cine Amor)